# Eve Bunting
Eve Bunting (geb. 19. Dezember 1928 in Maghera, Londonderry, Nordirland; gest. 1. Oktober 2023 in Santa Cruz) war eine US-amerikanische Schriftstellerin und Kinderbuchautorin.
Sie verfasste mindestens 250 Bücher, hauptsächlich für junge Leser. Bunting zog 1958 nach Kalifornien, USA. Dort begann sie zu schreiben, nachdem sie einen Kurs in kreativem Schreiben belegt hatte.
Buntings erstes Buch, The Two Giants, wurde 1971 veröffentlicht. Ihr vielleicht nachdenklichstes Buch war The Terrible Things: An Allegory of the Holocaust, das in den USA auch im Schulunterricht Verwendung findet. In dem von Stephen Gammell illustrierten Buch werden auf einer Lichtung lebende Waldtiere von den „Schrecklichen Dingen“ (Terrible Things) gruppenweise aus ihrer Waldheimat entführt, wobei die Entführungen von den anderen Tieren unhinterfragt erfolgen. Die anderen Tiere verschließen aus Angst die Augen, als ihre Nachbarn entführt werden. Ein kleines weißes Kaninchen überlegt, dass man die Geschehnisse vielleicht hätte aufhalten können, wenn die Tiere zusammengestanden hätten.
Bunting erhielt verschiedene Preise und Auszeichnungen, darunter die Caldecott Medal und die Regina Medal. Verschiedene ihrer Bücher wurden auch ins Deutsche übersetzt.